# Тони Белю
Антъни Люис Белю (на английски: Anthony Lewis Bellew), познат като Тони Белю, е британски боксьор – бивш шампион в полутежка категория – версия WBC. Преди това е завоювал титлата на Британската общност в лека тежка категория.
Роден е в Ливърпул, Англия на 30 ноември 1982 г.

## Аматьорски бокс
Като аматьор Тони Белю е ставал 3 пъти шампион на аматьорската боксова асоциация.

## Професионална кариера
На 6 октомври 2007 г. Белю дебютира срещу Джейми Амблър с победа с нокаут. Прави рекорд с 12 – 0 преди да се бие за първата си титла.

### Шампион на Британската общност
Белю печели титлата на Британската общност в лека тежка категория след победа с нокаут над ганаеца Атоли Моур. Защитава пояса си срещу Оливър МакКейзий. Срещу същия съперник през юли 2011 печели и британската титла в лека тежка категория.

### Белю срещу Клевърли
През октомври 2011 Белю среща Нейтън Клевърли в Ливърпул в битка за титлата на WBO в лека тежка категория. Двубоят завършва с победа за Клевърли след 12 рунда.

### Сребърен шампион на WBC
Тони Белю се среща с аржентинеца Роберто Болонти в мач за сребърната титла на WBC в лека тежка категория. Мачът е насрочен за 17 ноември 2012 в Нотингам. Белю печели с единнодушно съдийско решение.
Защитава пояса си срещу кениеца Исаак Чилемба, като първият им мач завършва наравно.

### Белю срещу Стивънсън
На 30 ноември 2013 претендентът за пояса на WBC в лека тежка категория Тони Белю трябва да се срещне с шампиона Адонис Стивънсън в Канада. В двубоя са заложени още титлите на списание The Ring и линейната титла в лека тежка категория. Стивънсън печели мача с нокаут в 6-ия рунд.

## Полутежка категория
След загубата от Стивънсън Белю решава да се премести в по-горната категория и още в първия си мач печели овакантената интернационална титла на WBO в полутежка категория след като нокаутира Валери Брудов в 12-ия рунд. Защитава пояса си срещу бразилеца Жулио Сезар дос Сантос.
След тези 2 мача британецът прави още 3 бързи победи в категорията.

### Европейски шампион
Европейският боксов съвет нарежда да бъде проведен мач на 12 декември 2015 г. в Лондон между Тони Белю и Матеуш Мастернак за европейската титла в полутежка категория. Белю побеждава поляка в 12-рундова битка и печели пояса.

### Шампион на WBC
Илунга Макабу и Тони Белю трябва да се бият за пояса на WBC в полутежка категория. Мачът е насрочен за 29 май 2016 г. на Гудисън Парк в Ливърпул. Белю завоюва титлата след нокаут в третия рунд и я защитава срещу Би Джей Флорес, също нокаутиран в третия рунд.

## Белю срещу Хей
Дългоочакваният свиреп местен сблъсък (в тежка категория) между двамата британци световния шампион на WBC в полутежка категория Тони Белю и бившия шампион в 2 теглови категории Дейвид Хей е насрочен за 4 март 2017 г. в Лондон.
Хей печели първата половина на срещата, благодарение най-вече на своята активност. От първия рунд Дейвид периодично мяташе към Тони удари, но от време на време не преценяваше правилно дистанцията, и те увисваха във въздуха. В допълнение към това, Белю учудващо добре се справяще в защита, залагайки на постоянни движение и така своевременно се спасяваше от опасните атаки на съперника си.
В шестия рунд на мача картината се промени драстично. Хей беше свален в нокдаун от ударите на Белю и зае отбраняваще позиция. Дейвид очевидно се измори, освен това получи травма в десния крак, която в крайна сметка го принуди да се ограничи в дейстивята си и да разчита само на контраатаки. В единадесетия рунд, Хей, допусна няколко удара на въжетата, които го свалиха върху въжетата. Той успя да се върне на ринга и да заеме позиция преди края на броенето на рефера, но след това секундите на Дейвид хвърлиха бялата кърпа, което принуди рефера да прекрати двубоя в 11-ия рунд.

### Реванш
Бившият световен шампион на WBC в полутежка категория Тони Белю в туитър потвърди предварителната информация, че реванша с Дейвид Хей ще се проведе на 5 май в Лондон. Разбира се, британеца го направи по особен начин, но значението на посланието е разбираемо.
В първата битка Дейвид Хей скъса ахилесово сухожилие и след поражението се оплака от травмата, като поиска реванш от Тони Белю. Промоуторът Еди Хърн многократно заяви, че е много трудно да се разбере с тези боксьори, тъй като всеки сега се смята за страна „А“ и не е готов да направи отстъпки на другия.
За разлика от първия мач, който завърши със сензационна победа за Белю, Хей започна битката спокойно, разумно, работейки с джеба си, без да форсира събитията и не се стремеше да атакува постоянно. Той работеше на предния си крак, докато Белю преди всичко внимаваше за своята защита, свеждайки до минимум атакуващите си действия.
В третия рунд боксьорите влязоха в размяна на удари, в резултат на което Хей на два пъти беше повален на платнището. В четвъртия рунд Белю продължи да атакува Хей, но не успя да постигне нищо смислено.
В петия рунд, Хей бе повален в тежък нокдаун. Белю хвърли всички сили, за да довърши омаломощения си съперник и реферът беше принуден да прекрати побоя.

## Белю срещу Усик
На 10 ноември 2018 в Лондон двамата боксьори ще проведат мач за четирите титли в полутежка категория. Победителят ще има правото да се бие с шампиона в тежка категория Антъни Джошуа.

## Извън ринга
Белю е от смесена раса, както и майка му.
Тони Белю е запален фен на „Евертън“.
Участвал е във филма „Крийд: Сърце на шампион“.